# Острів Давида
Острів Давида (рос. О́стров Дави́да) — острів архіпелагу Земля Франца-Йосифа. Адміністративно відноситься до Приморського району Архангельської області Росії.
Розташований в західній частині архіпелагу за 1,5 кілометри від мису Краутер — південно-західного мису Землі Георга.
Має круглу форму діаметром близько 500 метрів, без особливих височин і без льодового покриття.